# Broerstraat (Nijmegen)
De Broerstraat is een weg in het stadscentrum van de Nederlandse stad Nijmegen en loopt van de Molenstraat tot de Burchtstraat. De Broerstraat is een van de belangrijkste winkelstraten in het centrum.

## Geschiedenis

### 14e-19e eeuw
De straat wordt voor het eerst vermeld omstreeks 1300, en werd aanvankelijk ook Broederstraat genoemd. De naam verwijst naar de Predikbroeders, ofwel broeders Dominicanen, die sinds het einde van de dertiende eeuw een kapel hadden en rond 1373 in de Broerstraat een kerk bouwden, de Broer- (Broederen-) of Sint Dominicuskerk. Deze kerk bepaalde hierna tot en met de eerste helft van de 20e eeuw sterk het straatbeeld. Sinds 1579 was de kerk, met een onderbreking, in protestantse handen. Ze kwam echter in 1810 weer bij de Dominicanen terug. Op de hoek met het voormalige Beynumsgas bevond zich tevens het geboortehuis van Petrus Canisius.
Na de definitieve afbraak van de stadswallen (rond 1880) begon de Nijmeegse Bovenstad zich economisch snel te ontwikkelen. De Broerstraat werd vanaf dan een van de belangrijkste winkelgebieden van het centrum, samen met onder andere de Molenstraat en de Burchtstraat. 

### 20e-21e eeuw
De straat werd in de Tweede Wereldoorlog meermaals zwaar getroffen. Dit gebeurde eerst tijdens het bombardement op 22 februari 1944. Later leed de straat nog meer schade bij de frontgevechten in september 1944, de slag om Nijmegen (tijdens Operatie Market Garden). Het overgrote deel van de vooroorlogse panden ging hierdoor verloren. 
De Broerstraat is tijdens de wederopbouw bijna helemaal heringericht, zodat de huidige bebouwing voor een zeer groot deel naoorlogs is; de oudste nog steeds bestaande woning dateert uit 1879.
De oude Dominicuskerk was aanvankelijk tijdens het bombardement van 22 februari als een van de weinige gebouwen in de Broerstraat ongeschonden gebleven, maar raakte tijdens Operatie Market Garden alsnog zwaar beschadigd. De kerk werd hierna niet meer heropgebouwd en de restanten zijn in 1951 gesloopt, ondanks protesten hiertegen. Een jaar later werd buiten het centrum, aan de rand van de wijk Galgenveld, een nieuwe Dominicuskerk gebouwd ter vervanging. 
De Broerstraat werd na de oorlog opnieuw opgetrokken met sobere, moderne wederopbouwarchitectuur en ook breder gemaakt. De straat ontwikkelde zich hierna tot de belangrijkste winkelstraat in het centrum van Nijmegen. Het was in de jaren '60 de eerste winkelstraat in de stad die voor gemotoriseerd verkeer afgesloten werd, er kwam nu een promenade. De Broerstraat was het midden in een T-splitsing met de Molenstraat en de Burchtstraat/ Grote Markt waardoor het winkelend publiek via de Broerstraat heen-en-weer moest lopen. De straat behield die leidende positie tot de aanleg van de Marikenstraat in 2000, waarna het winkelend publiek in een vierkant rond kon lopen.

## Afbeeldingen

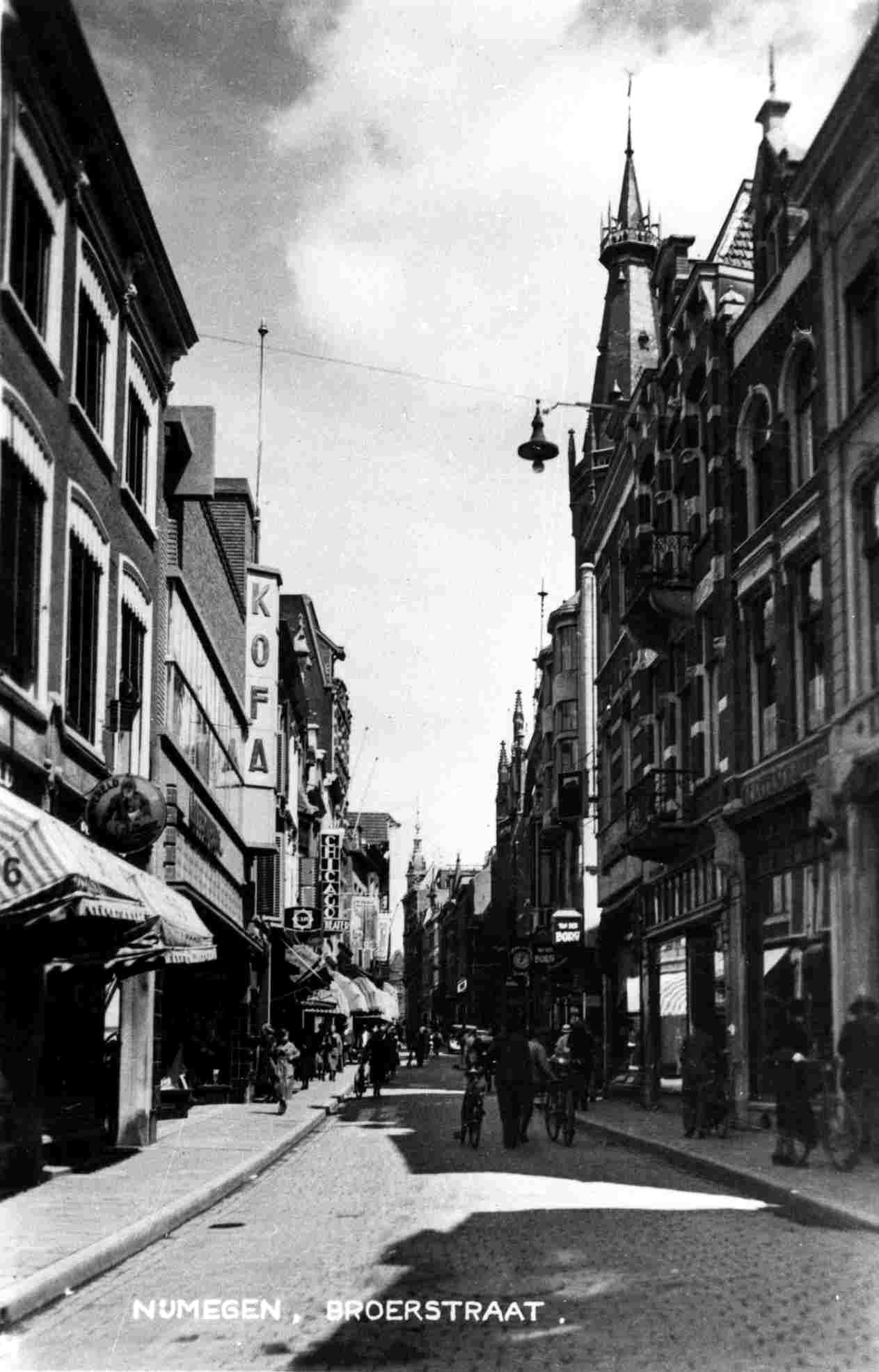
De Broerstraat in 1930
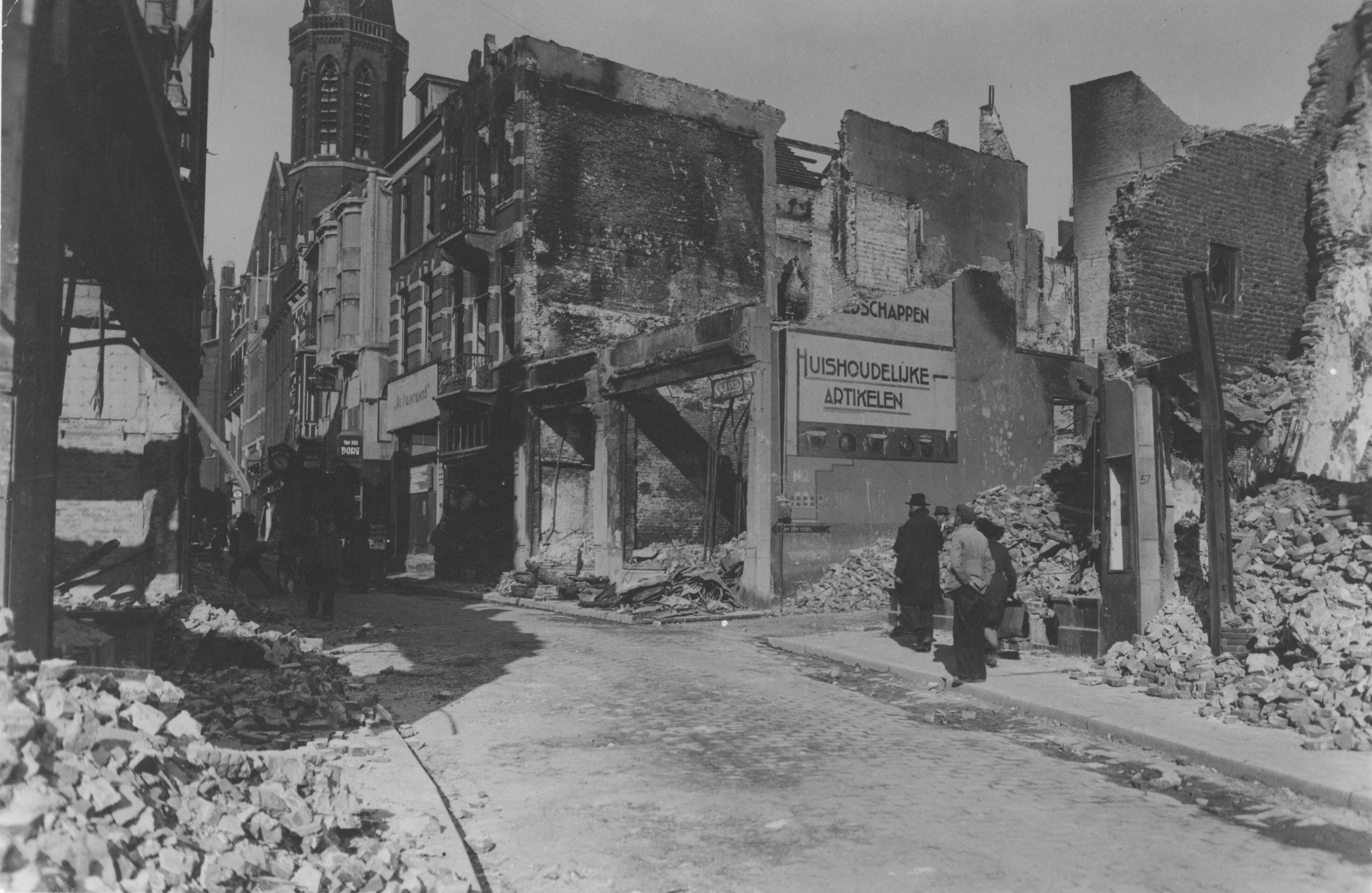
Verwoeste panden in de Broerstraat na het bombardement van Nijmegen in 1944
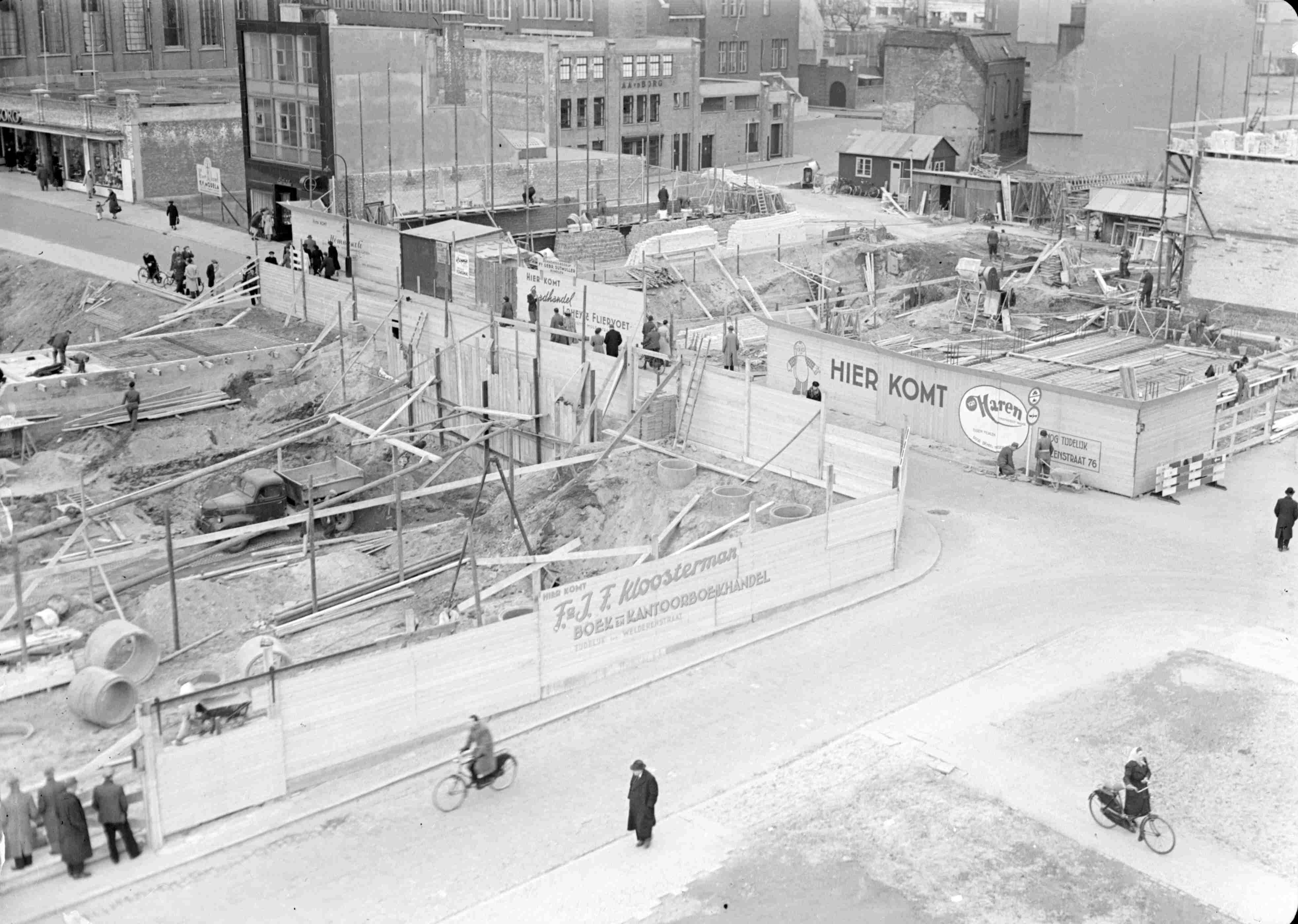
Nieuwe winkelpanden in aanbouw, 1950
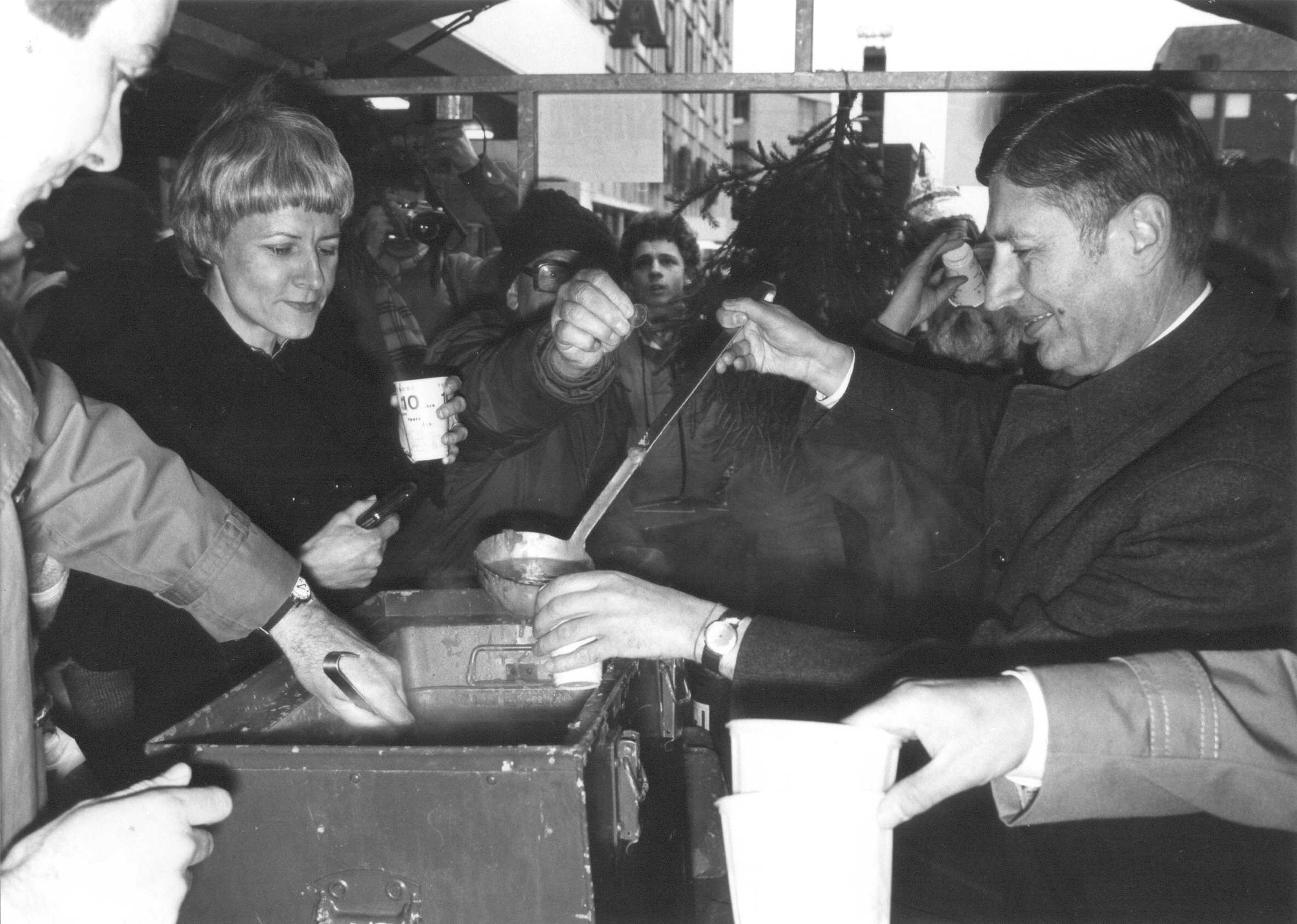
Premier Dries van Agt in de Broerstraat, december 1978
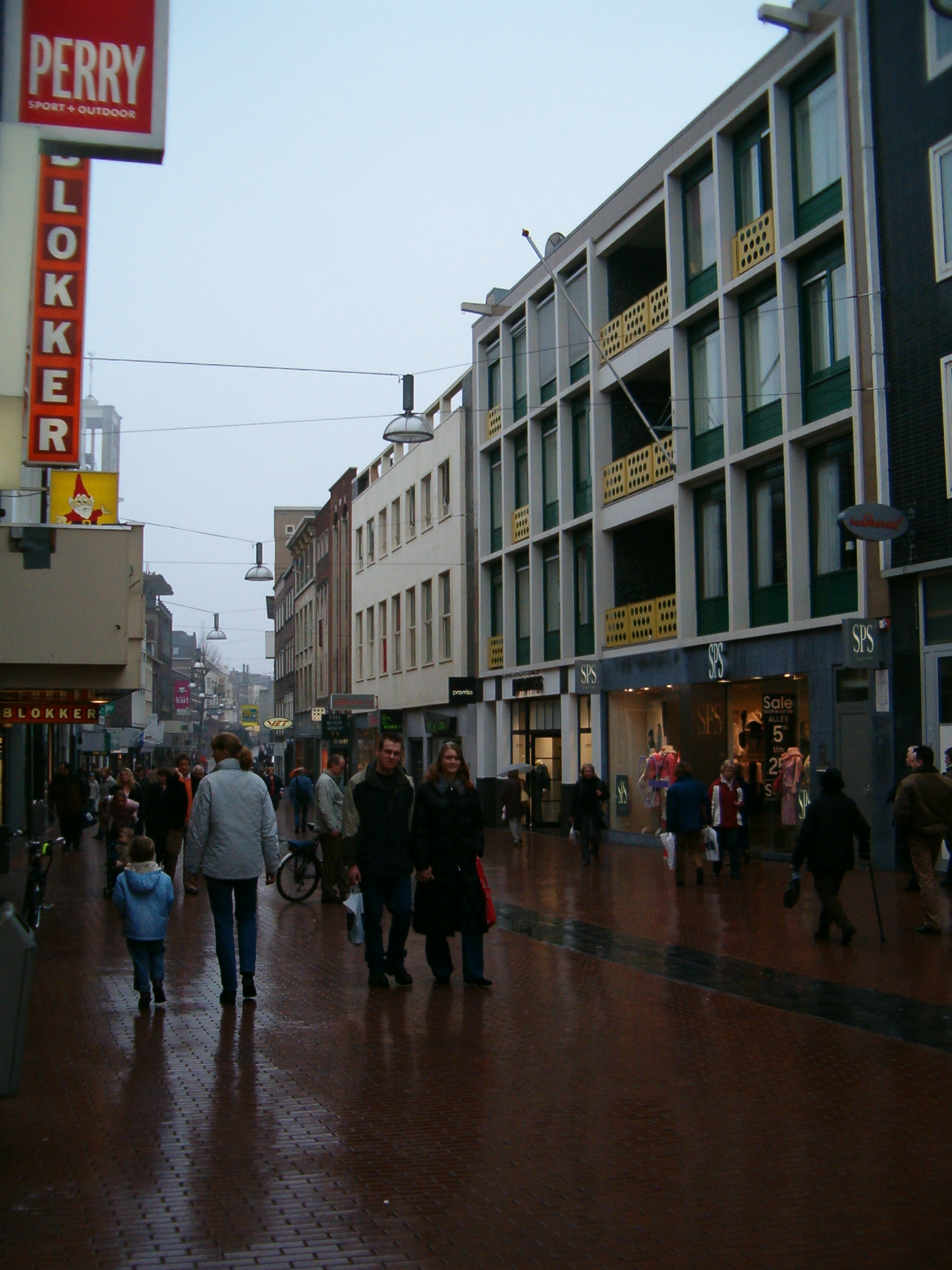
De Broerstraat in 2005